# Luis Aparicio Ortega
Luis Aparicio Ortega (Maracaibo, Zulia, Venezuela, 28 de agosto de 1912 - Maracaibo, Zulia, Venezuela, 1 de enero de 1971), apodado El Grande, fue un beisbolista, entrenador y mánager venezolano. Es Hermano del también beisbolista Ernesto Aparicio y padre de Luis Aparicio (Salón de la fama del béisbol). Desde el 2005 es miembro del Salón de la fama y museo del béisbol venezolano.
El Estadio Luis Aparicio El Grande, ubicado en Maracaibo, y sede de las Águilas del Zulia, lleva su nombre en su honor.

## Carrera
Aparicio creció en una familia con una fuerte tradición beisbolística. Desde joven, mostró habilidades excepcionales en el campo, destacándose por su defensa y su capacidad para anticipar jugadas. En 1934, se convirtió en el primer venezolano en jugar profesionalmente fuera del país, firmando con los Tigres del Licey en la liga de verano de República Dominicana.
Aparicio Ortega inició su carrera en el béisbol profesional con el equipo Gavilanes BBC, perteneciente a la desaparecida Liga Occidental. Su desempeño como campocorto lo consolidó como uno de los jugadores más influyentes de su generación. Durante su trayectoria, jugó para equipos como Sabios de Vargas, Navegantes del Magallanes y Pastora, destacándose por su habilidad defensiva y liderazgo en el campo.
En 1946, Aparicio fue el primer jugador de la historia en conectar un hit y anotar una carrera en la Liga Venezolana de Béisbol Profesional (LVBP). 